# Chen Ruolin
Chen Ruolin (chinesisch 陈若琳, Pinyin Chén Ruòlín; * 12. Dezember 1992 in Jiangsu) ist eine chinesische Wasserspringerin. Sie nimmt an Synchron- und Einzelwettbewerben vom 10-Meter-Turm teil. Ihre größten Erfolge sind die vier Goldmedaillen, die sie bei den Olympischen Sommerspielen 2008 in Peking und Olympischen Sommerspielen 2012 in London gewann.

## Karriere
Bei den Asienspielen 2006 in Doha gewann Chen Ruolin im Einzel die Silbermedaille und im Synchronspringen mit Jia Tong Gold. In Melbourne, bei den Schwimmweltmeisterschaften 2007, konnte sie diese Medaillenausbeute wiederholen. Chen wurde in den chinesischen Kader für die Olympischen Sommerspiele 2008 in Peking berufen. Dort gewann sie im Einzelwettbewerb die Goldmedaille. Im Synchronspringen wurde sie zusammen mit Wang Xin ebenfalls Olympiasiegerin. Bei den Schwimmweltmeisterschaften 2009 in Rom  unterlag Chen Ruolin im Einzelwettbewerb der Mexikanerin Paola Espinosa, im Synchronwettbewerb vom Turm siegte sie zusammen mit Wang Xin. Zusammen mit Wang Hao gewann sie auch bei den Asienspielen 2010 in Guangzhou und bei der Heimweltmeisterschaft 2011 in Shanghai Gold. Bei der Weltmeisterschaft siegte sie außerdem vom Turm und gewann auch ihren ersten Einzel-Weltmeistertitel. Bei den Olympischen Sommerspielen 2012 in London wiederholte Chen ihre Olympiasiege vom Turm in Einzel und im Synchronspringen (gemeinsam mit Wang Hao).